# Buckland (Alaska)
Buckland és una població dels Estats Units a l'estat d'Alaska. Segons el cens del 2007 tenia 420 habitants.

## Demografia
Segons el cens del 2000, Buckland tenia 406 habitants, 84 habitatges, i 75 famílies La densitat de població era de 128,5 habitants/km².
Dels 84 habitatges en un 66,7% hi vivien nens de menys de 18 anys, en un 65,5% hi vivien parelles casades, en un 20,2% dones solteres, i en un 10,7% no eren unitats familiars. En el 8,3% dels habitatges hi vivien persones soles l'1,2% de les quals corresponia a persones de 65 anys o més que vivien soles. El nombre mitjà de persones vivint en cada habitatge era de 4,83 i el nombre mitjà de persones que vivien en cada família era de 5,19.
Per edats la població es repartia de la següent manera: un 51,2% tenia menys de 18 anys, un 10,8% entre 18 i 24, un 24,4% entre 25 i 44, un 10,1% de 45 a 60 i un 3,4% 65 anys o més.
L'edat mediana era de 18 anys. Per cada 100 dones hi havia 116 homes. Per cada 100 dones de 18 o més anys hi havia 106,3 homes.
La renda mediana per habitatge era de 38.333 $ i la renda mediana per família de 40.000 $. Els homes tenien una renda mediana de 31.563 $ mentre que les dones 27.500 $. La renda per capita de la població era de 9.624 $. Aproximadament el 7,9% de les famílies i l'11,9% de la població estaven per davall del llindar de pobresa.

## Poblacions més properes
El següent diagrama mostra les poblacions més properes.